# Eccellenza Emilia-Romagna 1994-1995
Il campionato italiano di calcio di Eccellenza regionale 1994-1995 è stato il quarto organizzato in Italia. Rappresenta il sesto livello del calcio italiano.
Questo è il campionato regionale della regione Emilia-Romagna.

## Girone A

### Squadre partecipanti
| Squadra                | Città (provincia)              |
| ---------------------- | ------------------------------ |
| A.C. Colorno           | Colorno (PR)                   |
| U.S. Correggese        | Correggio (RE)                 |
| A.C. Mantova*          | Mantova (MN)                   |
| Maranello Sportiva     | Maranello (MO)                 |
| U.S. Novese            | Novi di Modena                 |
| A.C. Persicetana       | San Giovanni in Persiceto (BO) |
| A.S. Polesine 1966     | Polesine Parmense (PR)         |
| A.C. Rolo              | Rolo (RE)                      |
| A.S. Sammartinese      | San Martino in Rio (RE)        |
| A.S. Termolan Bibbiano | Bibbiano (RE)                  |
| A.C. Traversetolo      | Traversetolo (PR)              |
| U.C. Viadana           | Viadana (MN)                   |
| U.S. Vignolese         | Vignola (MO)                   |
| A.S. Virtus Pavullese  | Pavullo nel Frignano (MO)      |
| U.S. Virtus Roteglia   | Castellarano (RE)              |
| A.S. Vis San Prospero  | San Prospero (MO)              |

- Nuovo Mantova ammesso in sovrannumero dalla FIGC in seguito al fallimento del vecchio club di C1, utilizzando l’organico del vecchio Porto Mantovano, club di Promozione.

### Classifica finale
|  | Pos. | Squadra            | Pt | G  | V  | N  | P  | GF | GS | DR  |
|  | ---- | ------------------ | -- | -- | -- | -- | -- | -- | -- | --- |
|  | 1.   | Mantova            | 46 | 30 | 17 | 12 | 1  | 48 | 12 | +36 |
|  | 2.   | Vis San Prospero   | 44 | 30 | 16 | 12 | 2  | 34 | 9  | +25 |
|  | 3.   | Persicetana        | 40 | 30 | 13 | 14 | 3  | 37 | 16 | +21 |
|  | 4.   | Virtus Pavullese   | 39 | 30 | 14 | 11 | 5  | 37 | 26 | +11 |
|  | 5.   | Termolan Bibbiano  | 36 | 30 | 10 | 16 | 4  | 27 | 19 | +8  |
|  | 6.   | Maranello Sportiva | 31 | 30 | 9  | 13 | 8  | 33 | 25 | +8  |
|  | 7.   | Rolo               | 30 | 30 | 7  | 13 | 10 | 23 | 19 | +4  |
|  | 8.   | Sammartinese       | 29 | 30 | 7  | 15 | 8  | 18 | 26 | -8  |
|  | 9.   | Colorno            | 27 | 30 | 7  | 13 | 10 | 26 | 29 | -3  |
|  | 10.  | Voltese            | 27 | 30 | 7  | 13 | 10 | 25 | 34 | -9  |
|  | 11.  | Correggese         | 24 | 30 | 5  | 14 | 11 | 26 | 38 | -12 |
|  | 12.  | Viadana            | 24 | 30 | 8  | 8  | 14 | 26 | 39 | -13 |
|  | 13.  | Polesine 1966      | 24 | 30 | 5  | 14 | 11 | 22 | 46 | -24 |
|  | 14.  | Novese             | 23 | 30 | 5  | 13 | 12 | 21 | 32 | -11 |
|  | 15.  | Vignolese          | 21 | 30 | 2  | 17 | 11 | 11 | 24 | -13 |
|  | 16.  | Virtus Roteglia    | 15 | 30 | 2  | 11 | 17 | 13 | 33 | -20 |

Verdetti
- Mantova promosso al C.N.D..
- Novese, Vignolese e Virtus Roteglia retrocedono in Promozione.

## Girone B

### Squadre partecipanti
| Squadra                         | Città (provincia)             |
| ------------------------------- | ----------------------------- |
| A.S.A.R. Riccione               | Riccione (RN)                 |
| A.C. Bagnacavallo               | Bagnacavallo (RA)             |
| A.C. Boca                       | Bologna (BO)                  |
| F.C. Casumaro                   | Casumaro (FE)                 |
| A.C. Cattolica                  | Cattolica (RN)                |
| A.C. Cervia                     | Cervia (RA)                   |
| Cocif Longiano                  | Longiano (FC)                 |
| S.S. Iperzola Ponte Ronca Riale | Zola Predosa (BO)             |
| Pol. Libertas Argile            | Castello d'Argile (BO)        |
| A.C. Masi Torello               | Masi Torello (FE)             |
| A.C. Massalombarda              | Massa Lombarda (RA)           |
| Pol. Ozzanese                   | Ozzano dell'Emilia (BO)       |
| U.P. Pianorese                  | Pianoro (BO)                  |
| S.C. Progresso                  | Castel Maggiore (BO)          |
| U.S. Russi                      | Russi (RA)                    |
| F.C. San Lazzaro                | San Lazzaro di Savena (BO)    |
| A.S. Santarcangiolese           | Santarcangelo di Romagna (RN) |
| S.S. Savignanese                | Savignano sul Rubicone (FC)   |

### Classifica finale
|  | Pos. | Squadra                    | Pt | G  | V  | N  | P  | GF | GS | DR  |
|  | ---- | -------------------------- | -- | -- | -- | -- | -- | -- | -- | --- |
|  | 1.   | Iperzola Ponte Ronca Riale | 56 | 34 | 23 | 10 | 1  | 78 | 23 | +55 |
|  | 2.   | Russi                      | 46 | 34 | 16 | 14 | 4  | 47 | 34 | +13 |
|  | 3.   | Boca Castenaso             | 45 | 34 | 16 | 13 | 5  | 52 | 26 | +26 |
|  | 4.   | A.S.A.R. Riccione          | 39 | 34 | 15 | 9  | 10 | 37 | 34 | +3  |
|  | 5.   | Ozzanese                   | 35 | 34 | 9  | 17 | 8  | 37 | 39 | -2  |
|  | 6.   | Cervia                     | 34 | 34 | 10 | 14 | 10 | 40 | 28 | +12 |
|  | 7.   | Cocif Longiano             | 33 | 34 | 9  | 15 | 10 | 37 | 38 | -1  |
|  | 8.   | Massalombarda              | 33 | 34 | 9  | 15 | 10 | 31 | 35 | -4  |
|  | 9.   | Bagnacavallo               | 33 | 34 | 10 | 13 | 11 | 28 | 33 | -5  |
|  | 10.  | Cattolica                  | 32 | 34 | 10 | 12 | 12 | 26 | 38 | -12 |
|  | 11.  | Casumaro                   | 32 | 34 | 7  | 18 | 9  | 26 | 25 | +1  |
|  | 12.  | Savignanese                | 32 | 34 | 10 | 12 | 12 | 38 | 41 | -3  |
|  | 13.  | Santarcangiolese           | 32 | 34 | 9  | 14 | 11 | 27 | 31 | -4  |
|  | 14.  | San Lazzaro                | 32 | 34 | 11 | 10 | 13 | 27 | 35 | -8  |
|  | 15.  | Masi Torello               | 30 | 34 | 8  | 14 | 12 | 32 | 47 | -15 |
|  | 16.  | Progresso                  | 28 | 34 | 5  | 18 | 11 | 27 | 36 | -9  |
|  | 17.  | Pianorese                  | 21 | 34 | 4  | 13 | 17 | 27 | 50 | -23 |
|  | 18.  | Libertas Argile            | 19 | 34 | 5  | 9  | 20 | 25 | 65 | -40 |

Verdetti
- Iperzola promosso al C.N.D..
- Russi persi i play-off è in seguito ammesso al C.N.D..
- Progresso, Pianorese e Libertas Argile retrocedono in Promozione.